# Підканцлер коронний
Підканцлер коронний (пол. podkanclerz koronny, лат. subcancellarius, vicecancellarius regni Poloniae) — вищий урядовець Королівства Польського та Речі Посполитої, один із керівників державної канцелярії; заступник канцлера коронного. Історичним попередником уряду коронного підканцлера був уряд протонотаріуса, який у XIII столітті очолював канцелярію монарха.
Так, як столицею польського володаря був Краків, уряд краківського підканцлера поступово набував все більшого значення, з часом фактичний керівник апарату канцелярії отримав статус загальнодержавного урядовця. Канцелярія краківська від 1306 року поетапно трансформувалася у князівську, потім у королівську. Після коронації Владислава I Локетка 1320 року, розпочався процес перетворення уряду підканцлера краківського на центральний уряд держави. Урядники малопольські аж до смерті Казимира Великого вживали титул «підканцлера краківського», проте разом із цим титулом з часом починають вживатися титули, що підкреслюють зв'язок уряду підканцлера з володарем, а не з землею: підканцлер/віцеканцлер короля, двору. Поява у XIV столітті поняття лат. Corona Regni (Корона Королівства) з часом відобразилася й у офіційних титулах: 4 серпня 1367 року Янко із Чарнкова вперше вжив титул лат. vicecancellarius Regni Polonie (підканцлер Королівства Польського). Щоправда, і він, і його наступники здебільшого й надалі вживали титул лат. vicecancellarius curie nostre (підканцлер нашого суду) чи лат. vicecancellarius nostre aule regalis (підканцлер нашого королівського двору). Титул підканцлера Королівства Польського почали постійно вживати з часів перебування на цьому уряді Дуніна зі Скшинського.
Підканцлер коронний, на відміну від коронного канцлера, засвідчував акти не великою, а малою печаткою (обидві печатки мали однакову юридичну силу). Водночас межі компетенції коронного підканцлера та коронного канцлера не були чітко розмежованими. Коронний підканцлер вів дипломатичну кореспонденцію, готував королівські привілеї, пожалування та інші документи. Він входив до сенату. Із початком XVI століття його обов'язком стала перевірка на відповідність актів, що виходили з канцелярії. Коронний підканцлер наглядав за веденням коронною канцелярією підканцлерських книг, які входили до так званої Коронної метрики. Мав також певну судову компетенцію — міг головувати на асесорському суді.

## Список коронних підканцлерів[3]
- Ян (1307—1309)
- Здіслав, пробст костелу Святого Флоріана у Кракові (1310—1313)
- Збіґнєв із Щижиця (1315—1320)
- Пйотр Щижик із Фалкува (1322—1333)
- Сєнґнєв із Ґрембошува (1333—1343)
- Пйотр Щижик із Фалкува (1343—1345)
- Томіслав із Мокрського (1346—1359)
- Ян з Буська (1360—1366)
- Янко із Чарнкова (1367—1370)
- Завіша Курозвенцький (1371—1373)
- Шимон з Рушкова (1377—1381)
- Клеменс Москажевський (1387—1402)
- Миколай Тромба (1403—1412)
- Дунін зі Скшинського (1412—1418)
- Ян Шафранєц (1418—1423)
- Станіслав Цьолек (1423—1428)
- Владислав Опоровський (1428—1434)
- Вінцентій Кот (1434—1437)
- Пйотр Вода зі Щекоцин (1438—1454)
- Томаш Стшемпінський (1454—1455)
- Ян Лютек із Бжезя (1455—1464)
- Войцех Жихлінський (1464—1471)
- Збіґнєв Олешніцький (1472—1476)
- Станіслав Курозвенцький (1476—1479)
- Анджей Опоровський (1479—1483)
- Ґжеґож Любранський (1484—1497)
- Вінцентій Пшерембський (1497—1499)
- Мацей Джевіцький (1501—1511)
- Кшиштоф Шидловєцький (1511—1515)
- Петро Томіцький (1515—1535)
- Павел Вольський (1537—1539)
- Самуель Мацейовський (1539—1547)
- Миколай Ґрабя (1547—1549)
- Ян Оцеський (1550—1552)
- Ян Пшерембський (1552—1559)
- Філіп Паднєвський (1559—1562)
- Пйотр Мишковський (1562—1569)
- Францішек Красінський (1569—1574)
- Пйотр Дунін-Вольський (1574—1576)
- Ян Замойський (1576—1578)
- Ян Боруковський (1578—1584)
- Войцех Барановський (1585—1591)
- Ян Тарновський (1591—1598)
- Пйотр Тиліцький (1598—1605)
- Мацей Пстроконський (1605—1606)
- Станіслав Мінський (1606—1607)
- Лаврентій Гембицький (1607—1609)
- Фелікс Криський (1609—1613)
- Генрик Фірлей (1613—1618)
- Анджей Ліпський (1618—1620)
- Вацлав Лещинський (1620—1625)
- Станіслав Лубенський (1625—1627)
- Якуб Задзик (1627—1628)
- Томаш Замойський (1628—1635)
- Петро Гембицький (1635—1638)
- Єжи Оссолінський (1638—1643)
- Александер Тшебінський (1643—1644)
- Андрій Лещинський (архієпископ) (1645—1650)
- Єронім Радзейовський (1650—1652)
- Стефан Корицінський (1652—1653)
- Анджей Тшебіцький (1653—1658)
- Миколай Пражмовський (1658)
- Богуслав Лещинський (1658—1659)
- Ян Лещинський (1661—1666)
- Анджей Ольшовський (1666—1676)
- Ян Стефан Виджга (1676—1677)
- Ян Вельопольський (1677—1679)
- Ян Малаховський (1679—1681)
- Ян Кшиштоф Ґнінський (1681—1685)
- Августин Міхал Стефан Радзейовський (1685—1689)
- Кароль Тарло (1689—1702)
- Ян Шембек (1702—1712)
- Ян Казімєж де Альтен Бокум (1712—1721)
- Ян-Олександр Ліпський (1724—1735)
- Ян Малаховський (1735—1746)
- Міхал Водзіцький (1746—1764)
- Анджей Миколай Млодзейовський (1764—1767)
- Йоганн-Андреас фон дер Борх (1767—1780)
- Антоній Окенцький (1780)
- Яцек Малаховський (1780—1786)
- Мацей Ґжеґож Ґарниш (1786—1790)
- Гуго Коллонтай (1791—1794)
- Войцех Юзеф Скаршевський (1793—1795)